# CNews
CNews (zapis stylizowany CNEWS) – francuska telewizja informacyjna.

## Charakterystyka
Telewizja została uruchomiona 4 listopada 1999 roku przez grupę Canal+. Zapewnia całodobowy bezpłatny dostęp do wiadomości krajowych i światowych. Jest to druga najchętniej oglądana telewizjia informacyjna we Francji, po BFM TV, przed LCI i France Info. Do 27 lutego 2017 roku stacja nazywała się i>Télé.  Linia redakcyjna CNews określana jest jako prawicowa, często jest porównywana do amerykańskiego kanału telewizyjnego Fox News. Podczas świąt CNews transmituje katolickie msze święte z najważniejszych katedr we Francji i krajów francuskojęzycznych.